# Push (álbum de Bros)
Push es el álbum debut de la banda de pop británica Bros y fue lanzado el 28 de marzo de 1988 en CBS. El álbum alcanzó el puesto número dos en la lista de álbumes del Reino Unido y fue certificado cuádruple platino en el Reino Unido. También fue un éxito mundial, alcanzando el número uno en Nueva Zelanda y el top diez en Australia y varios países de Europa.
A finales de 2013, se lanzó una edición ampliada y remasterizada en 3 CD del 25 aniversario de Push en el sello discográfico Cherry Pop, una subsidiaria de Cherry Red Records. La canción "Silent Night", lanzada originalmente como sencillo doble cara A con "Cat Among the Pigeons", se incluyó en la edición ampliada, así como caras B y remezclas de los cinco sencillos que se lanzaron del álbum.
Tras el lanzamiento del Record Store Day de los remixes de "When Will I Be Famous?" y "I Owe You Nothing" en vinilo verde, Music on Vinyl lanzará una edición del 35 aniversario de 1000 copias numeradas individualmente en vinilo de color azul translúcido.

## Personal
Bros
- Matt Goss – voz principal y coros
- Luke Goss – bateria y caja de ritmos
- Craig Logan – bajo

Personal adicional
- Nicky Graham – sintetizadores
- Pete Glenister – guitarra eléctrica
- Andy Richards – sampler
- Jimmie Gallagher – saxofon
- Helena Springs – coros
- Shirley Lewis – coros
- Dee Lewis – coros

## Escritura y composición
Todas las canciones fueron escritas por el manager de Nicky Graham y Bros, Tom Watkins, con Graham componiendo la música y Watkins escribiendo la letra. La pareja utilizó el seudónimo "The Brothers" para dar a entender que las canciones habían sido escritas por los gemelos Goss y que el grupo no era simplemente un grupo pop fabricado. En su autobiografía, Watkins describió cómo había creado deliberadamente títulos y letras de canciones con las que el mercado adolescente podía identificarse, como "Drop the Boy", que trata sobre un joven que pide ser tratado como un adulto. Otros temas incluyeron la pobreza infantil ("Ten Out of Ten"), la entonces actual epidemia de SIDA ("Shocked") y relaciones pasadas ("I Owe You Nothing"). Uno de los temas líricos más serios del álbum fue la balada final "Cat Among the Pigeons", que, según Watkins, trataba sobre un amigo que había luchado por hacer frente a la muerte prematura de su padre y, como resultado, se había embarcado en relaciones tempestuosas y condenadas al fracaso. Watkins también admitió que su letra original, más explícita, de "When Will I Be Famous?", una canción que había sido creada para su propia banda de corta duración, los Hudsons, había sido escrita como una conversación entre dos hombres homosexuales: un joven desesperado por fama y atención, y un hombre mayor y con más experiencia dando sus consejos. Cuando él y Graham decidieron darle la canción a Bros para que la grabara, Watkins bajó el tono de la letra y eliminó las referencias a la homosexualidad.
Graham compuso la música utilizando algunos equipos básicos en su casa de Wimbledon, en el suroeste de Londres, antes de llevar las canciones a su estudio Hot Nights, a poca distancia, en Fulham. Allí tocó todos los instrumentos y programó todos los teclados, antes de invitar al grupo al estudio para aprender sus partes y grabar la voz de Matt Goss.
Hablando con Smash Hits en abril de 1988, Matt Goss explicó por qué el álbum se tituló Push: "Bueno, cuando estábamos en el estudio grabándolo, si uno de nosotros realmente quería hacerlo, diríamos: 'El hombre correcto'. , eso es realmente empujarlo." Es una palabra a la que todos nos aferramos, y Nicky también se aferró a ella. Todos decíamos: '¿Eso es presionar? Sí, eso es presionar'. Así que el álbum no podría llamarse de otra manera."

## Recepción crítica
Las críticas de Push en la prensa musical del Reino Unido fueron mixtas. En Melody Maker, Jonh Wilde describió el álbum como "diez canciones que son completamente modernas de una manera completamente carente de encanto", y lo llamó "triste e inútil" y "la cima nevada de la mediocridad". Sin embargo, Tim Nicholson de Record Mirror afirmó que "Push es un pop perfectamente elaborado que rezuma atractivo pre-sexual".
En una reseña retrospectiva de AllMusic, Brendan Swift destacó "When Will I Be Famous?" y "I Owe You Nothing" como buenos ejemplos de la música pop de los 80, y que si bien el álbum contenía algunos puntos bajos, también carecía de profundidad, comentando que "Push hace que bailar sea mucho mejor que escuchar".

## Recepción comercial
En la lista de álbumes del Reino Unido, Push se mantuvo fuera del puesto número uno gracias al álbum recopilatorio Now 11 durante dos semanas y luego al álbum homónimo de Tracy Chapman durante una semana, aunque Push llegó a vender más copias que ambos álbumes en 1988. y clasificado como el cuarto álbum más vendido de ese año en el Reino Unido.

## Lista de canciones
Todas las pistas escritas por The Brothers (un seudónimo de Nicky Graham y Tom Watkins).

| Lado A ("Push Side") |                          |          |  |
| N.º                  | Título                   | Duración |  |
| 1.                   | «When Will I Be Famous?» | 5:02     |  |
| 2.                   | «Drop the Boy»           | 4:08     |  |
| 3.                   | «Ten Out of Ten»         | 4:06     |  |
| 4.                   | «Liar»                   | 3:42     |  |
| 5.                   | «Love to Hate You»       | 5:17     |  |

| Lado B ("Pull Side") |                           |          |  |
| N.º                  | Título                    | Duración |  |
| 1.                   | «I Owe You Nothing»       | 3:40     |  |
| 2.                   | «I Quit»                  | 3:32     |  |
| 3.                   | «It's a Jungle Out There» | 4:14     |  |
| 4.                   | «Shocked»                 | 4:19     |  |
| 5.                   | «Cat Among the Pigeons»   | 4:05     |  |